# João Donato
Pour les articles homonymes, voir Donato.
João Donato, né le 17 août 1934 à Rio Branco et mort le 17 juillet 2023 à Rio de Janeiro, est un pianiste, compositeur et chanteur brésilien. La majeure partie de son œuvre appartient au genre musical latin jazz, une passerelle entre la bossa nova, le jazz et la musique cubaine.

## Biographie

### Jeunesse
João Donato est le fils d'un pilote de l'armée de l'air, joueur de mandoline à ses heures et d'une mère chanteuse amateur. Sa sœur ainée Eneyda a été pianiste et son jeune frère Lysias a travaillé avec lui comme auteur.

### Carrière musicale
João Donato débute très tôt. À l'âge de 15 ans, il joue déjà avec des musiciens reconnus comme Dick Farney et Paulo Moura ainsi qu'avec Altamiro Carrilho, figure de la scène musicale de cette époque. Ce dernier a une grande influence artistique sur lui. À partir de 1950, il fréquente le club musical Farney-Sinatra, considéré comme la matrice formatrice pour la génération d'artistes qui créera plus tard la bossa nova, à la fin des années 1950. Dès 1953, il dirige ses propres formations baptisées successivement Donato e Seu Conjunto, Trio Donato et Os Namorados. Il joue alors des standards comme Tenderly, popularisé par Nat King Cole, ou Se acaso voce chegasse de Lupicínio Rodrigues. En 1956, les arrangements de son album Cha Dançante sont confiés à Tom Jobim.
En 1958, la bossa-nova prend son envol à Rio de Janeiro. Donato écrit Minha saudade et Mambinho avec João Gilberto, qui devient son ami. C'est alors qu'il est engagé pour un contrat de six semaines au casino du lac Tahoe dans le Nevada aux États-Unis. Dans une récente interview, il raconte qu'à la suite d'un malentendu, son billet d'avion n'est pas pris en charge par l'organisateur. Il décide donc de continuer à jouer sur place pour payer son séjour qui durera plusieurs années. Alors que le jazz cherche un deuxième souffle, Donato est alors influencé par le style caribéen représenté par Tito Puente, Mongo Santamaría et Eddie Palmieri.
En 1962, il retourne au Brésil et compose deux titres devenus des classiques, Muito a vontade et A Bossa muito moderna de Joao Donato, édités par Polydor. Les chansons ont été rééditées au format CD par Dubas au début des années 2000, avec Donato au piano, Milton Banana à la batterie, Tião Neto à la basse et Amaury Rodrigues aux percussions.
À partir de 1963, il séjourne aux États-Unis. Durant les dix années suivantes, João Donato travaille avec Nelson Riddle, Herbie Mann, Chet Baker, Cal Tjader, Bud Shank, Armando Peraza. Il est aussi partenaire sur les disques de Joao Gilberto, Moacir Santos, Eumir Deodato, Sergio Mendes et Astrud Gilberto. L'album qui représente le mieux cette période américaine, est sans doute A bad Donato. Il rassemble des influences musicales funk, soul, jazz fusion et des sonorités afro-cubaines.
En décembre 1972, Donato rencontre le chanteur Agostinho dos Santos chez Marcos Valle, le compositeur du standard Samba de Verão. Il lui suggère d'ajouter des textes à ses musiques. C'est ainsi que certaines musiques de Donato passent au rang de chansons populaires grâce aux textes de célèbres auteurs tels Caetano Veloso, Chico Buarque, Cazuza, Aldir Blanc, Ronaldo Bastos (pt) ou encore le poète Haroldo de Campos (en).
En 1973, sort le disque Quem é quem avec les titres Terremoto, Chorou, chorou, Até quem sabe, Cadê Jodel?, que Donato considère comme l'un de ses plus aboutis. L'album suivant, Lugar comum sorti en 1975, permet de découvrir la voix de Donato. Sans relief particulier, elle soutient des thèmes comme Naturalmente en duo avec Caetano Veloso, Rubens Confete (Xango é de Bae), ou encore Gilberto Gil (Emoriô).
Après cette période fertile, João Donato reste inactif durant presque 20 ans et enregistre un seul album instrumental, intitulé Leilíadas, en 1986. Son retour sur la scène musicale a lieu en 1996 avec l'album Coisas tão simples produit par João Augusto pour EMI. Cet album comprend Doralinda en duo avec Cazuza ainsi que de nouvelles collaborations avec son frère Lysias (Fonte da saudade), le parolier Norman Gimbel (Every Day) et Toshiro Ono (Summer of Tentation). Ses albums sont depuis lors édités par des labels indépendants, principalement le label Lumiar de Almir Chediak (pt). Café com pão sort en 1997, Só danço samba et les trois volumes de la collection Songbook en 1999. Ils sont suivis par Remando na raia en 2001, des collaborations avec Emilio Santiago en 2003, puis Maria Tita en 2006.
En 2005, sort l'album Donatural dont les invités sont ses partenaires de diverses générations, de Gilberto Gil au DJ Marcelinho da Lua (en), d'Emílio Santiago au rappeur Marcelo D2, de Leila Pinheiro à Joyce Moreno ainsi qu'Ângela Rô Rô (pt) et son fils Donatinho. En 2006, João Donato enregistre des séances avec Paulo Moura (Dois panos pra manga) et avec Bud Shank (Uma tarde com).
Dès qu'il est entré dans sa 80e année, le 17 août 2013, le compositeur et pianiste brésilien Joao Donato a lancé les festivités : un disque, Donato jazz, des documentaires, un DVD de « relectures » de Debussy et Ravel. Le 30 mai 2017, Joao Donato et son fils Donatinho ont lancé un album commun Sintetizamor et le single Lei do maor.
En 2021, il collabore avec le producteur Ali Shaheed Muhammad ( A Tribe Called Quest ) et le musicien Adrian Younge pour publier le septième opus de Jazz is Dead, une série de projets musicaux visant à faire collaborer des artistes de différents horizons, entre le jazz et le hip-hop.

## Style musical et influence
L'auteur américain Allen Thayer écrit dans un article paru en 2007 dans le numéro 22 du magazine musical Wax Poetics (en) : « João Donato mérite une place parmi les légendes de la musique brésilienne, aux côtés d'Antonio Carlos Jobim, João Gilberto, Dorival Caymmi, Ary Barroso et beaucoup d'autres. Pourtant, sa carrière erratique et ses incursions dans plusieurs genres musicaux compliquent la classification de son œuvre musicale. ». (« João Donato deserves a place among the legends of Brazilian music, alongside Antonio Carlos Jobim, João Gilberto, Dorival Caymmi, Ary Barroso, and so many others, yet his erratic career and experimentation with different music genres make him a challenge to classify. »). Le 30 mai 2017 Joao Donato et son fils Donatinho ont lancé un single commun, Lei do amor.
João Gilberto reconnaît que son jeu de guitare a été inspiré entre autres par le style particulier de João Donato. Le pianiste utilise parfois des accords dissonants. Son jeu est influencé par les pianistes de jazz, notamment Thelonious Monk.

## Récompenses
En novembre 2010, lors de la 11e édition (en) des Latin Grammy Awards, João Donato reçoit un « Lifetime Achievement award ». Son album Sambolero est récompensé dans la catégorie « Best latin jazz album ».

## Discographie
- 1963 : A Bossa Muito Moderna (Polydor)
- 1965 : Sambou, Sambou (Pacific Jazz Records)
- 1965 : The New Sound of Brazil (RCA Victor)
- 1973 : A Bad Donato (Blue Thumb Records)
- 1973 : Donato/Deodato (Muse Records)
- 1973 : Quem É Quem (Odeon)
- 1973 : Capricorn (Happy Bird)
- 1975 : Lugar Comum (Philips)
- 1986 : Leilíadas (Elektra Musician)
- 2002 : Here's That Rainy Bossa Day Irma - Palmyra & Levita With João Donato
- 2005 : A Blue Donato (Whatmusic.com)
- 2006 : Donatural
- 2010 : Aquarius - Joyce Moreno feat. João Donato (Far Out Recordings)
- 2013 : Donato Jazz
- 2021 : Jazz is Dead 007 - Ali Shaheed Muhammad, Adrian Younge, João Donato